# Росс Мердок
Росс Ме́рдок (англ. Ross Murdoch, 14 січня 1994) — британський плавець.
Учасник Олімпійських Ігор 2016 року.
Чемпіон світу з водних видів спорту 2015 року, призер 2017 року.
Чемпіон Європи з водних видів спорту 2016 року, призер 2014 року.
Переможець Ігор Співдружності 2014 року, призер 2018 року.